# Stephen Wolfram

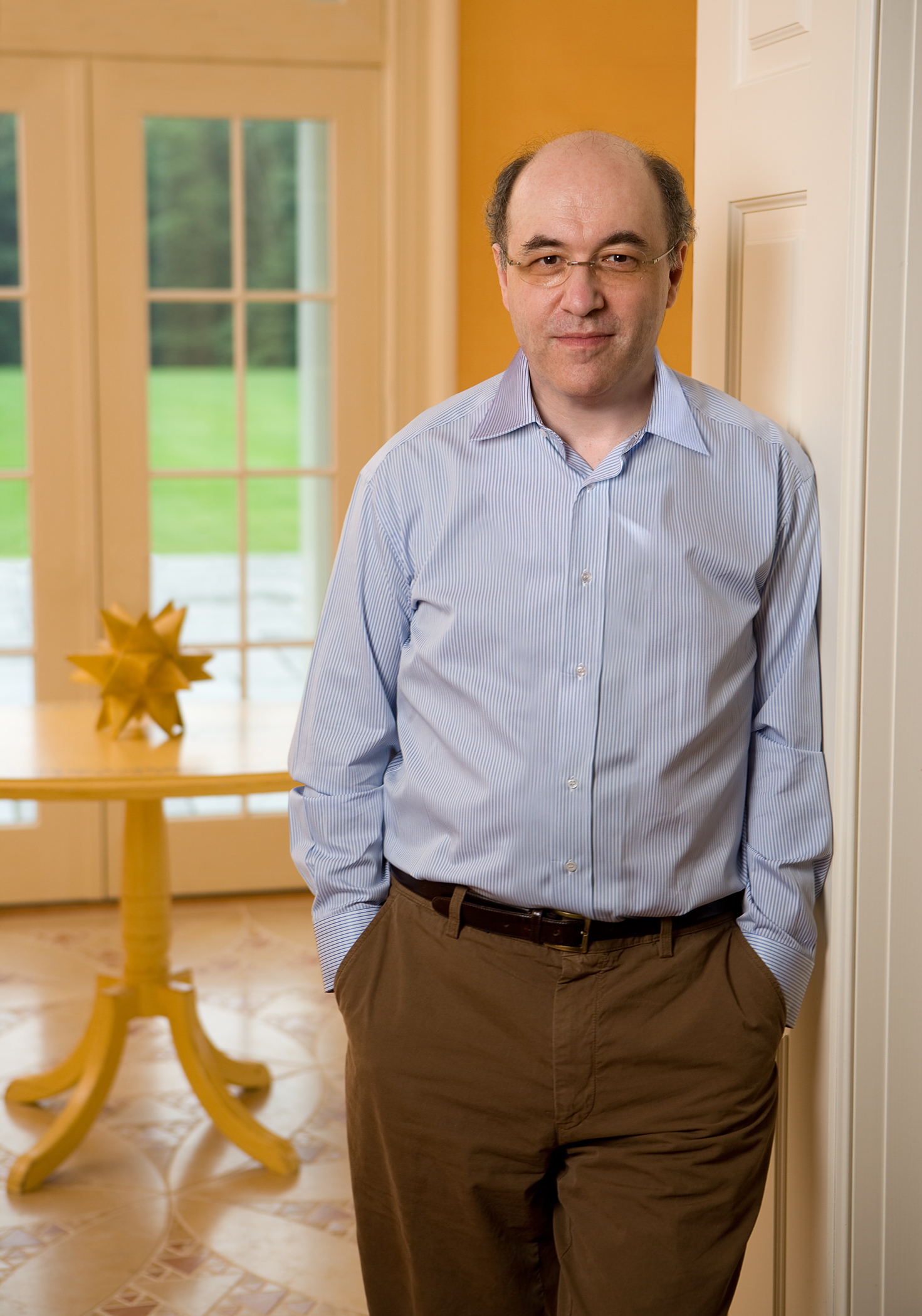
Stephen Wolfram

Stephen Wolfram (n. 29 august 1959 la Londra) este un om de știință în domeniul computerelor și al fizicii teoretice și antreprenor britanic. 
În prezent locuiește la Concord, Massachusetts.
Este fondatorul proiectului Wolfram Research, pe care l-a inițiat în 1987.
Părinții săi au fost evrei care au venit din Germania prin anii '30.
După o perioadă scurtă de studii la „Eton College”, intră la „St John's College” din Oxford.
După absolvirea studiilor superioare la California Institute of Technology, obține doctoratul în domeniul fizicii particulelor elementare.
În 2012 devine membru al American Mathematical Society.
A dus o bogată muncă de cercetare.
Astfel, conform Google Scholar, este citat în peste 30.000 de publicații, și are un indice h de valoare 58.
Este cotat cu un Număr Erdős de valoarea 2.